# Pavel Aleksandrovitj av Ryssland
Storfurst Pavel Aleksandrovitj av Ryssland (Paul Alexandrovitj), född 3 oktober 1860, död 30 januari 1919 i Petrograd (avrättad). Han var son till Alexander II av Ryssland och prinsessan Maria av Hessen und bei Rhein. Han arresterades under ryska revolutionen och sköts i Peter-Paulfästningen.
Gift 1:a gången 1889 med prinsessan Alexandra av Grekland och Danmark, 1870–1891. De blev morföräldrar till Lennart Bernadotte på Mainau.
Barn
- Storfurstinnan Maria Pavlovna av Ryssland (1890–1958), gift med 1908–1914 prins Wilhelm av Sverige
- Storfurst Dimitrij Pavlovitj av Ryssland (1891–1942), gift med Audrey Emery (skilda)

Efter första gemålens död lämnade han barnen i broderns Sergejs vård och var länge bosatt i Paris. Gift där 2:a gången med den frånskilda Olga Karnovitj (1866–1929), upphöjd till grevinna von Hohenfelsen 1902 och prinsessa Paley 1915.
Barn
- Vladimir Paley (1897–1918) (skjuten)
- Irina Paley (1903–1990) gift med 1) storfurst Feodor av Ryssland (skilda 1936), 2) Hubert de Montbrison
- Natalia Paley (1905–1981) gift med 1) Lucien Lelong (skilda 1937), 2) John Chapman Wilson

Han återvände med familjen till Ryssland och S:t Petersburg i samband med krigsutbrottet 1914.
Han arresterades under ryska revolutionen och sköts i Peter-Paulfästningen tillsammans med Georg Mikhailovitj av Ryssland, Nikolaj Mikhailovitj av Ryssland och Dmitrij Konstantinovitj av Ryssland i januari 1919. De dömdes till att avrättas av tjekan som respons på avrättningen av kommunisterna Karl Liebknecht och Rosa Luxemburg i Tyskland.